# Richard Bartle

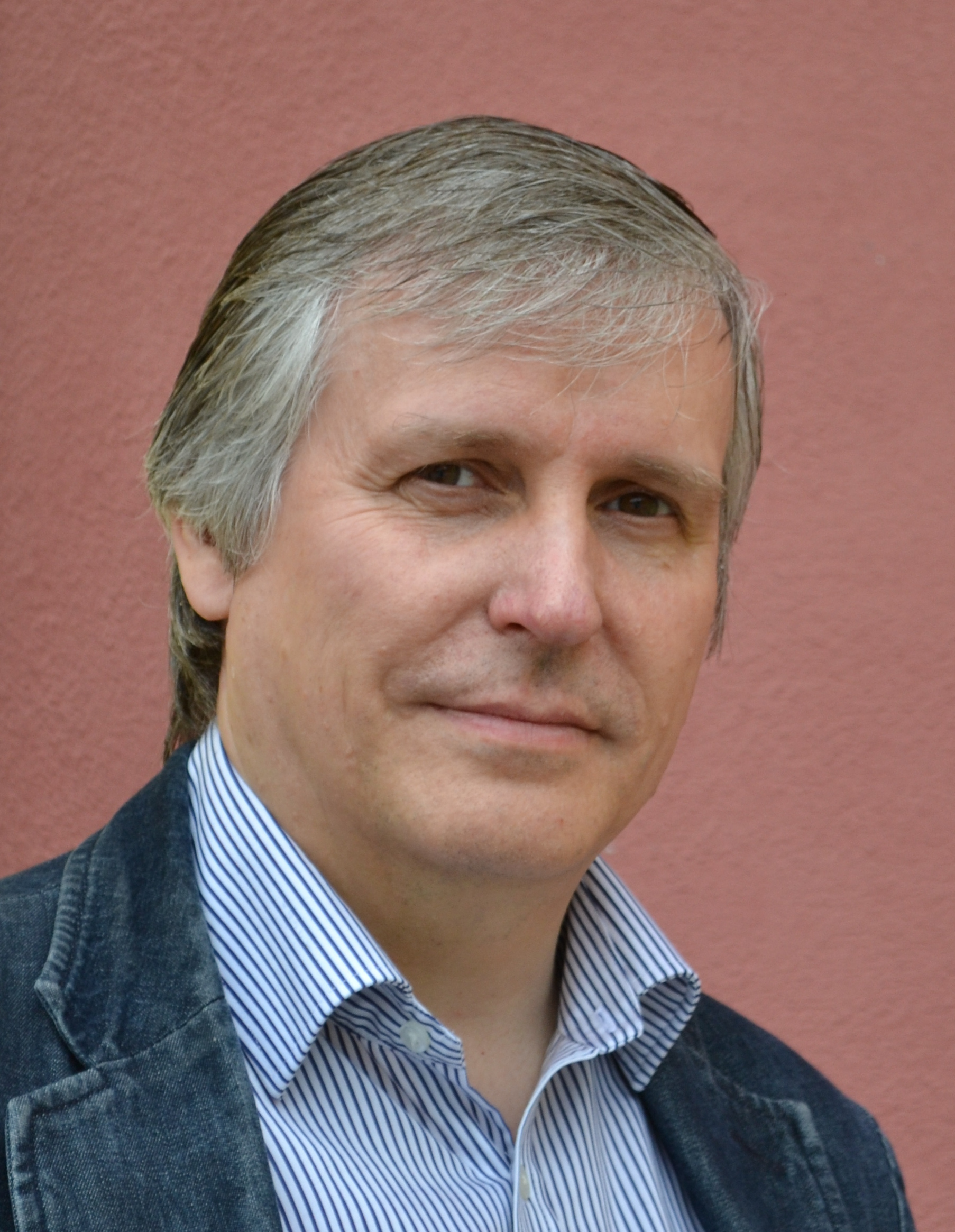
Photograph of game developer en:Richard Bartle

Richard Allan Bartle (Ripon, Inglaterra, 10 de janeiro de  1960 ) é um escritor, professor e pesquisador de jogos britânico, conhecido por ter sido o criador do primeiro MUD, MUD1, e autor de um livro seminal sobre criação de jogos, Designing Virtual Worlds. Um dos pioneiros da indústrias de MMORPG, desenvolveu um modelo de jogadores conhecidos como arquétipos de Bartle.